# Bernardo Quintão

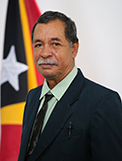
Bernardo Quintão

Bernardo Quintão (* 1. November 1950 in Uatucarbau, Viqueque, Portugiesisch-Timor) ist ein osttimoresischer Politiker. Er ist Mitglied der Partidu Libertasaun Popular (PLP).

## Werdegang
Quintão schloss die Sekundarschule ab. Mehrere Jahre kämpfte er gegen die indonesischen Invasoren und wurde ein Kommandant innerhalb der Forças Armadas de Libertação Nacional de Timor-Leste (FALINTIL). In den 1980er-Jahren gab Quintão den bewaffneten Kampf auf und wurde in der indonesischen Verwaltung Beamter für den Bereich Bildung in Viqueque. Von der Übergangsverwaltung der Vereinten Nationen für Osttimor (UNTAET) wurde Quintão am 9. Mai 2001 als Senior Civil Servant der Abteilung „Bildung, Kultur, Sport und Jugend“ für Viqueque eingeschworen. In Viqueque war er Direktor und ab 2008 Superintendant für Bildung in der Gemeindeverwaltung.
Bei den Parlamentswahlen in Osttimor 2017 trat Quintão für die PLP auf Listenplatz 28 an, die Partei gewann aber nur acht Sitze im Nationalparlament Osttimors. Auch bei den Parlamentswahlen 2018 verpasste er den Einzug in das Parlament auf Listenplatz 56 der Aliança para Mudança e Progresso (AMP), der gemeinsamen Liste von PLP, CNRT und KHUNTO. Am 22. März 2022 erhielt Quintão einen Sitz im Parlament als Nachrücker für Abel Pires da Silva, der als neuer Minister für den öffentlichen Dienst verfassungsgemäß als Abgeordneter zurücktreten musste. Es gab zwar mehrere PLP-Mitglieder, die auf der Kandidatenliste vor Quintão standen, diese verzichteten aber aus beruflichen Gründen auf den Sitz.
Bei den Parlamentswahlen 2023 gelang Quintão auf Listenplatz 13 der PLP der Wiedereinzug nicht, da die Partei nur vier Sitze gewann.